# كأس آيسلندا 2010
كأس آيسلندا 2010 هو الموسم 51 من كأس آيسلندا. أشرف على تنظيمه اتحاد آيسلندا لكرة القدم، وفاز فيه فيمليكافيلاغ هافنارفيارذار.